# Hieracium apicifolium
Hieracium apicifolium là một loài thực vật có hoa trong họ Cúc. Loài này được Fagerstr. mô tả khoa học đầu tiên năm 1965.